# Eşen Çayı
Der Eşen Çayı (früher auch Kocaçay oder Koca Çayı) ist ein Fluss in den südtürkischen Provinzen Antalya, Burdur und Muğla. Der Eşen Çayı hieß in der Antike Xanthos (latinisiert Xanthus).

## Geographie
Der Eşen Çayı entspringt am Westhang des 2598 m hohen Bergs Kızılca Dağ im West-Taurus. Im Oberlauf trägt der Fluss die Bezeichnung Seki Çayı. Er fließt anfangs nach Norden zur Ortschaft Küçüklü (Landkreis Korkuteli). Anschließend wendet er sich nach Südwesten in die Provinz Muğla und passiert die Orte Bekçiler, Çaltılar, Boğalar und Seki im Landkreis Seydikemer. Die Eşen-1-Talsperre (türkisch: Eşen Barajı) staut den Fluss auf.

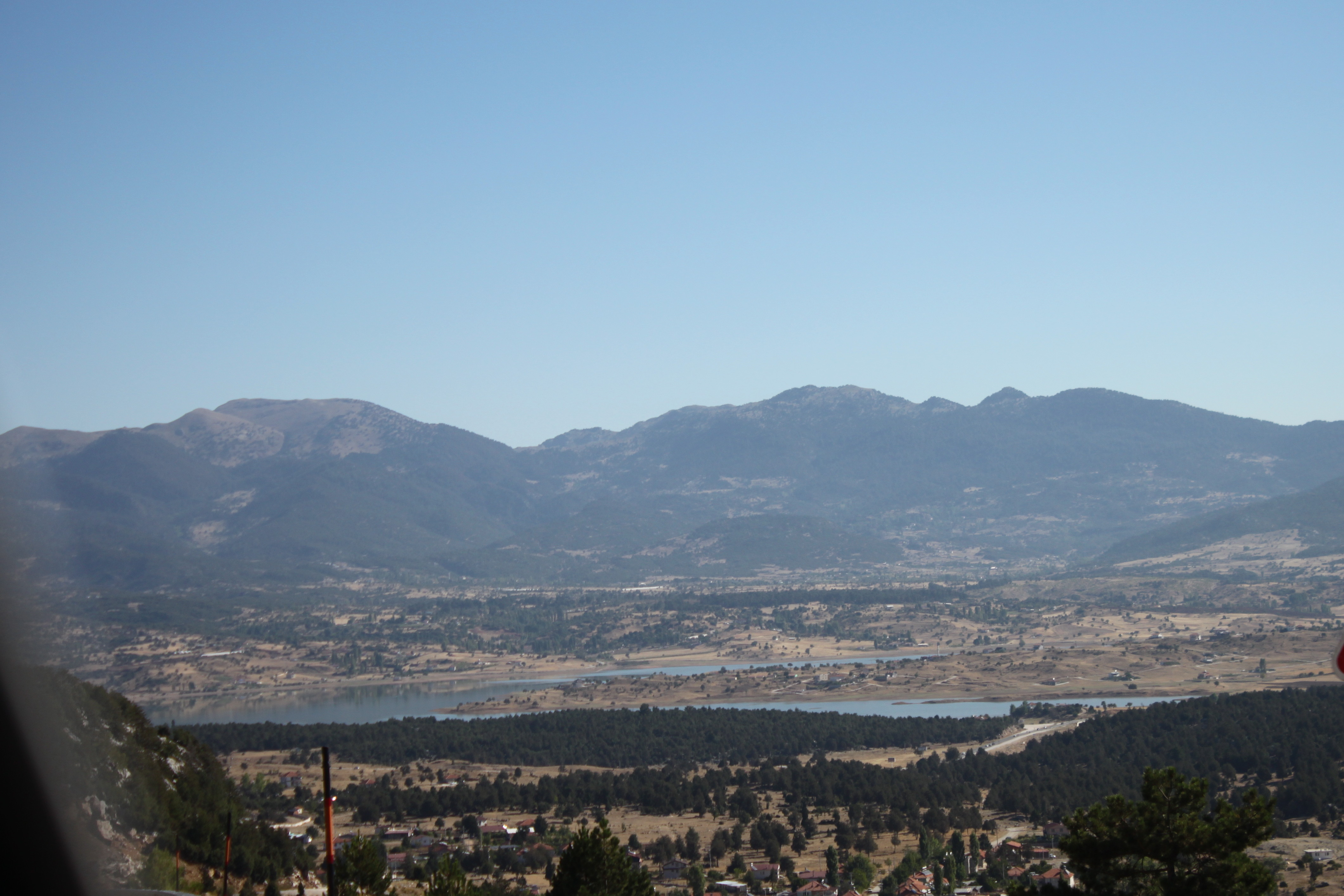
Eşen-Talsperre bei Yaylapatlangıç; Kreis Seydikemer.

Eine Druckleitung führt zu dem stromab gelegenen Wasserkraftwerk Eşen 1, das unzugänglich mitten im Ören-Canyon liegt. Im Oberlauf schwankt die Wasserführung stark, in der Regenzeit beträgt sie bis zu 250 Kubikmeter pro Sekunde; im Jahresdurchschnitt sind es 4,5 Kubikmeter pro Sekunde. Durch die Talsperre wird die Wassermenge des Flusses ausgeglichen. An einem weiteren Absperrbauwerk, die Eşen-2-Talsperre (türkisch: Eşen-2 Barajı), wird das meiste Wasser erneut über eine Druckleitung zum Wasserkraftwerk Eşen-2 bei Ören zugeführt.

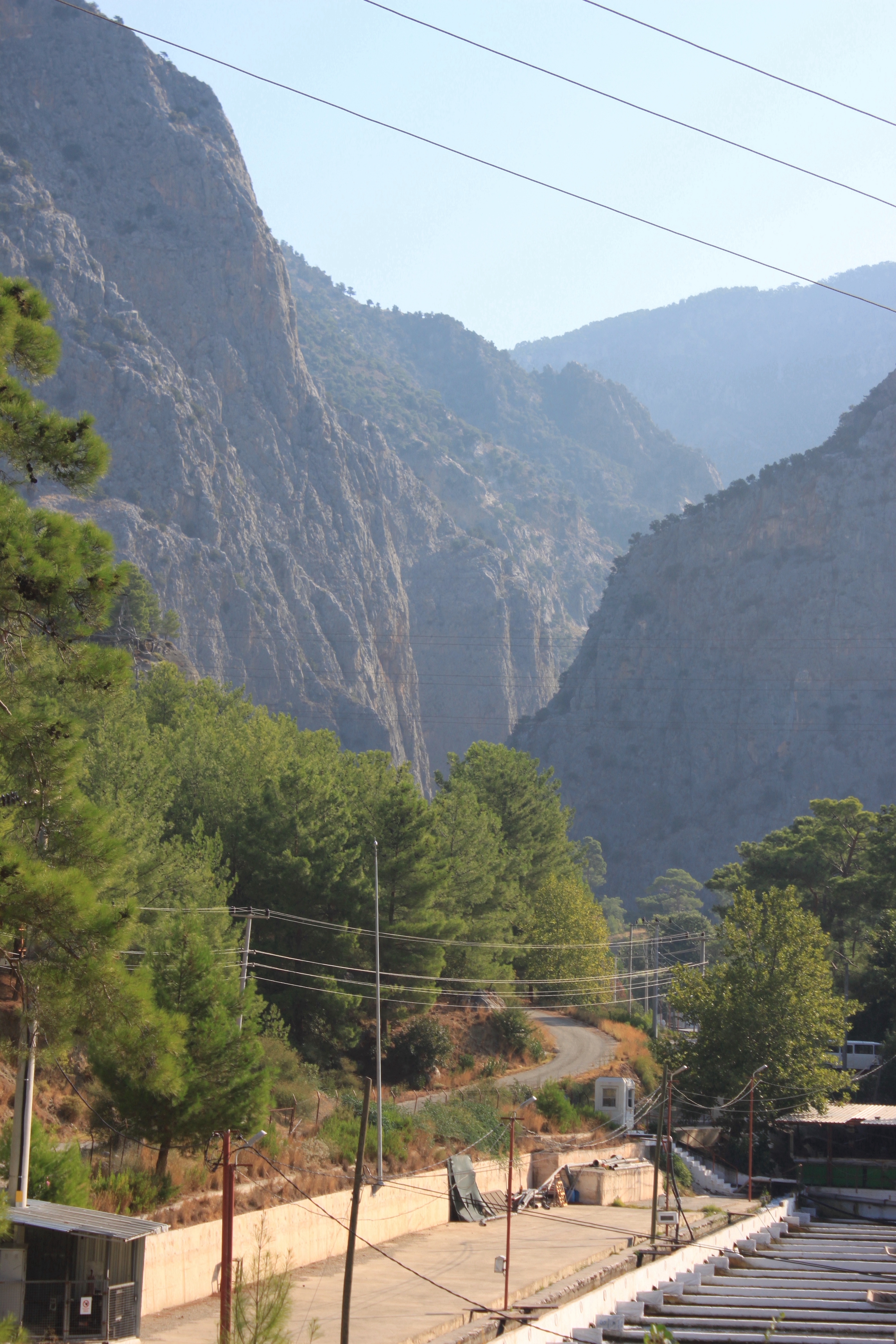
Der Ören-Canyon bei Ören, Landkreis Seydikemer, Provinz Muğla; Blick nach Norden.

In der Gegend um Seydikemer wird der Fluss auch Kocaçay genannt. Ab der Einmündung des Akçay von rechts trägt der Fluss nur noch den Namen Eşen Çayı. Der Eşen Çayı strömt nun nach Süden. Nahe der Ortschaft Eşen (Landkreis Fethiye) trifft der Karaçay, ein linker Nebenfluss, der durch die Saklıkent-Schlucht fließt, auf den Fluss. Ab hier bildet der Eşen Çayı die Grenze zwischen den Provinzen Mugla und Antalya. Nach weiteren 25 km erreicht der Eşen Çayı schließlich nördlich von Gelemiş (Landkreis Kaş) das Mittelmeer. Der Eşen Çayı hat eine Gesamtlänge von ca. 120 km. Das Einzugsgebiet umfasst 1200 km².

## Fauna
Nach einer Untersuchung der Universität von Muğla (Muğla Sıtkı Koçman Üniversitesi) leben folgende Fische im Eşen Çayı:
der Europäische Aal (Anguilla anguilla), die Mittelmeer-Bachforelle (Salmo trutta macrostigma), der Aitel (Leuciscus cephalus), Leuciscus borysthenicus, eine sehr kleine Karpfenart (englisch: Black Sea Chub), der Fluss-Schleimfisch (Blennius fluviatilis) in der Flussmündung, wo man auch Meeräschen (Mugil cephalus) findet. Des Weiteren sind Karauschen (Carassius carassius) sowie Flussbarben (Barbus Barbus) und Capoetas (Capoeta capoeata), kleine karpfenähnliche Fische, anzutreffen.

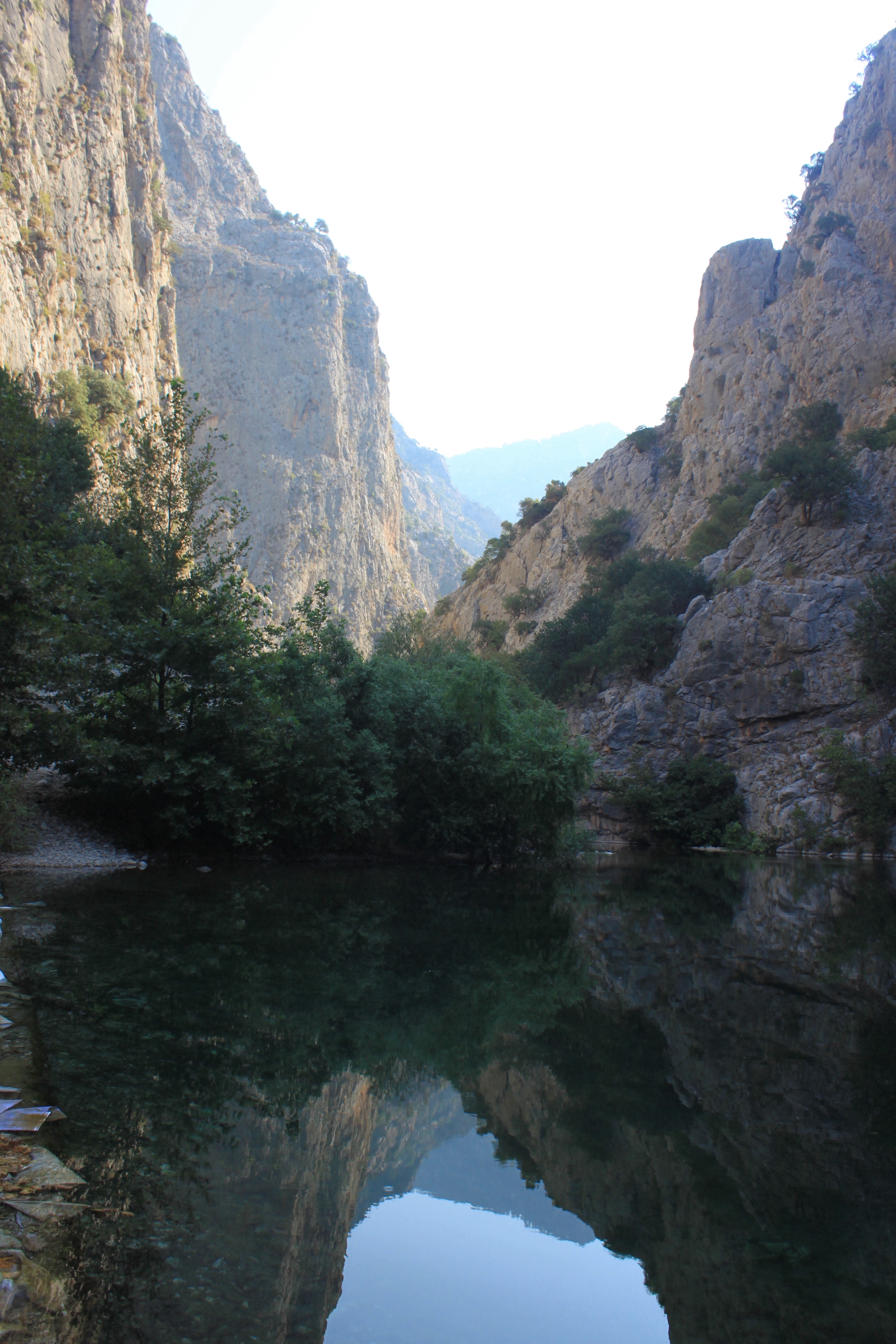
Blick auf den Eşen Çayı (Xanthos) im Ören Canyon; Landkreis Seydikemer, Provinz Muğla; Richtung Nordosten.

Am Ausgang des Canyons bei dem Dorf Ören befindet sich mehrere große Fischzuchtanlagen, die u. a. Forellen züchten.

## Tourismus
Touristisch bedeutsam ist der Unterlauf des Flusses als beliebtes Ziel für Kanu-Touren.
Hier liegen auch, unweit der Mündung, die vielbesuchten Ruinen der antiken Stadt Xanthos. Im mittleren Flussabschnitt durchbricht der Eşen Çayı auf dem Weg nach Süden das Boncuk-Gebirge (türkisch: Boncuk Dağları) und schuf zwischen dem Stausee Eşen Barajı und dem Dorf Ören bei Seydikemer die Ören-Schlucht (türkisch: Ören Kanyonu, auch Kızıbel Kanyonu), ein populäres Landschaftsschutzgebiet. Auf Grund der Wasserableitung durch die Eşen-1-Talsperre ist jedoch kaum mehr Wasser im ursprünglichen Flussbett. Im Canyon existieren keine Wanderwege.